# Linia kolejowa Mediolan – Chiasso
Linia kolejowa Mediolan–Chiasso – włoska linia kolejowa łącząca Mediolan, Como i Chiasso w Szwajcarii.
Linia jest zelektryfikowana 3000 V prądu stałego. Między Mediolanem i Monzą posiada cztery tory i jest wykorzystywana również przez pociągi pasażerskie i towarowe łączące Mediolan z Bergamo i Lecco. Na północ od Monzy linia jest dwutorowa, ale pomiędzy węzłem "Bivio Rosales" i Chiasso istnieje druga para torów (wykorzystywanych głównie przez pociągi towarowe), w tym przez tunel Monte Olimpino 2 (7207 m).